# 程紹
程紹（1557年—1639年），字公業，號肖莪，山東德州左衛（今山東省德州市德城區）籍掖县人。明朝官员。

## 生平
程紹為人耿直，沉靜穩重，万历十六年（1588年）中举，次年中进士。刑部觀政，六月授河南汝宁府推官，有“神鬼破胆”之稱。二十三年擢拔為户科给事中，巡视京营、皇城，二十五年主考江西鄉試，二十七年再迁本科左给事中，次年因事被削职为民。
泰昌元年（1620年），起用為太常寺少卿，因丁憂未赴任。天启三年（1623年）復起太常寺少卿，四年擢都察院右副都御史、巡抚河南。時魏忠贤專權，移疾归里。崇祯六年（1633年），起用工部右待郎，二年後以疾致仕，卒于家。葬于韩庄村（今德城区抬头寺乡大韩村）以南。著有《西河奏议》、《出山三事疏草》、《澹息居遗稿》等。

## 家族
程紹祖籍掖县（今山东省招远）。曾祖程资，封文林郎懷慶府推官。祖父程瑶是嘉靖十一年（1532年）进士，歷官江西右布政使。父程訥，贈工部右侍郎。
程紹妻子袁氏，有子二人：程震為南京戶部郎中，程泰為中書舍人。

## 延伸阅读
[在维基数据编辑]
 《明史卷二百四十二》，出自《明史》